# Tonaca avventizia
La tonaca avventizia o esterna è lo strato più esterno che avvolge tutti vasi esclusi i capillari. È formata da connettivo fibrillare e/o elastico con cellule di origine mesenchimale.
Nelle arterie di notevole calibro, superiore a 7 mm, la tonaca avventizia è costituita da cellule (solitamente fibrociti) e fibre collagene frammiste a numerose fibre elastiche che al limite della tonaca media si addenserebbero a costituire una seconda membrana elastica simile a quella interna. Nell'avventizia di queste arterie vi sono arteriole e nervi per il trofismo e il funzionamento della parete (vasa et nervi vasorum).
Nelle arterie che raggiungono la media grandezza, comprese tra 2,5 e 6 mm, la tonaca esterna è costituita da tessuto connettivale fibrillare a fasci intrecciati, misti a fibre elastiche. (In queste arterie assume una parte predominante la parte elastica e muscolare della tonaca media.)
Nelle arterie di piccole dimensioni, con diametro inferiore a 2,5 mm, la tonaca avventizia è poco rappresentata e nei vasi più fini è costituita solo da poche cellule allungate e disposte parallelamente all'asse del vaso a formare il cosiddetto "peritelio di Eberth".
Capillari e precapillari non presentano un'avventizia, ma solo rare cellule mesenchimali chiamate periciti e dalla funzione ignota.
I precapillari venosi o seni venosi in alcune sedi anatomiche presentano all'esterno dell'endotelio una sottile membrana di fibre collagene e reticolari, con cellule connettivali e cellule contattili che formano uno strato discontinuo.
Nelle vene di piccolo e medio calibro la tonaca avventizia va da un esile straterello connettivale a uno spesso, anche duplice rispetto alla media; è costituito da tessuto collagenico con fibre orientate in vario senso intrecciate con fibre elastiche a disposizione longitudinale.
Nelle vene di grosso calibro l'avventizia è sempre molto sviluppata, a 3-5 volte di più della media, con molte cellule muscolari lisce a decorso longitudinale nel suo spessore, in più presenta vasa et nervi vasorum che vi decorrono.